# حكم الزمان (فلم)
حكم الزمان فيلم مصري تم إنتاجه عام 1953، من إخراج هنري بركات و بطولة نور الهدى و عماد حمدي و ماجدة.

## تمثيل
- نور الهدى
- عماد حمدي
- ماجدة
- سميحة توفيق
- زوزو شكيب
- عمر الحريري
- سراج منير
- ثريا فخري
- عبد الرحيم الزرقاني

## روابط خارجية
- مقالات تستعمل روابط فنية بلا صلة مع ويكي بيانات